# 日立モノレール

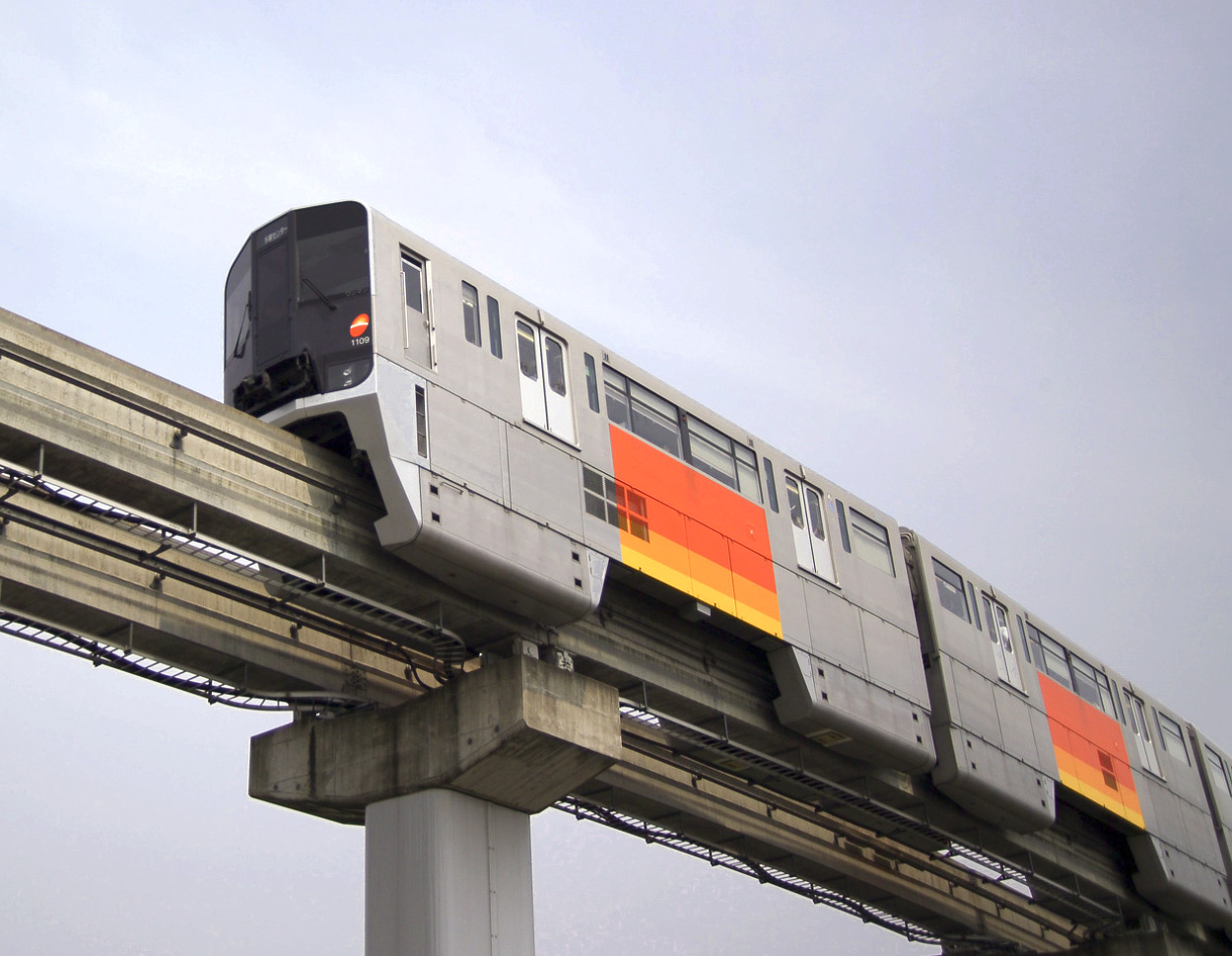
「大型」日立モノレール・システムの多摩都市モノレール（日本跨座式）

日立モノレール・システム（ひたちモノレールシステム、英: Hitachi Monorail System）は、日立製作所によって提供されるモノレールの一種である。

## 日立モノレールの一覧
日立モノレールの設計はアルヴェーグ式が基礎となっており、3種類の構成で提供されている（含む、いわゆる「日本跨座式」）。
| タイプ                                                                                                  | 定員数 | 軸重 | 軌道桁        | 最急勾配 | カーブ半径 |
| --- | ------ | ---- | ------------- | -------- | ---------- |
| 大型 | 415    | 11 t | 850 × 1500 mm | 60‰      | 70 m       |
| 標準型                                                                                                  | 348    | 10 t | 800 × 1400 mm | 60‰      | 70 m       |
| 小型 | 194    | 8 t  | 700 × 1300 mm | 60‰      | 40 m       |
| 日立提示による全仕様。「定員数」は、4両編成による輸送にて、通常の乗客数（1m2当たり乗客3人）を意味する。 |        |      |               |          |            |

### 大型
- 北九州モノレール - 1985年開業。
- 大阪モノレール - 1990年開業。
- 重慶軌道交通2号線 - 2005年開業。
- 多摩都市モノレール線 - 1998年開業。

### 標準型
- 東京モノレール - 1964年開業。
- ディズニーリゾートライン - 2001年開業。
- 沖縄都市モノレール - 2003年開業。
- ジュメイラ・モノレール - （アラブ首長国連邦ドバイ）2009年4月開業。
- 大邱都市鉄道3号線 - （大韓民国大邱）2015年開業[3]。

### 小型
- セントーサ・エクスプレス - より小型な設計、2007年開業。

### 合弁事業
- クアラルンプール・モノレール - 2003年開業、日立設計に基づいたモノレール・マレーシアによって建設。
- 重慶地下鉄 - 日立および長春自動車会社の共同プロジェクト。

## ギャラリー

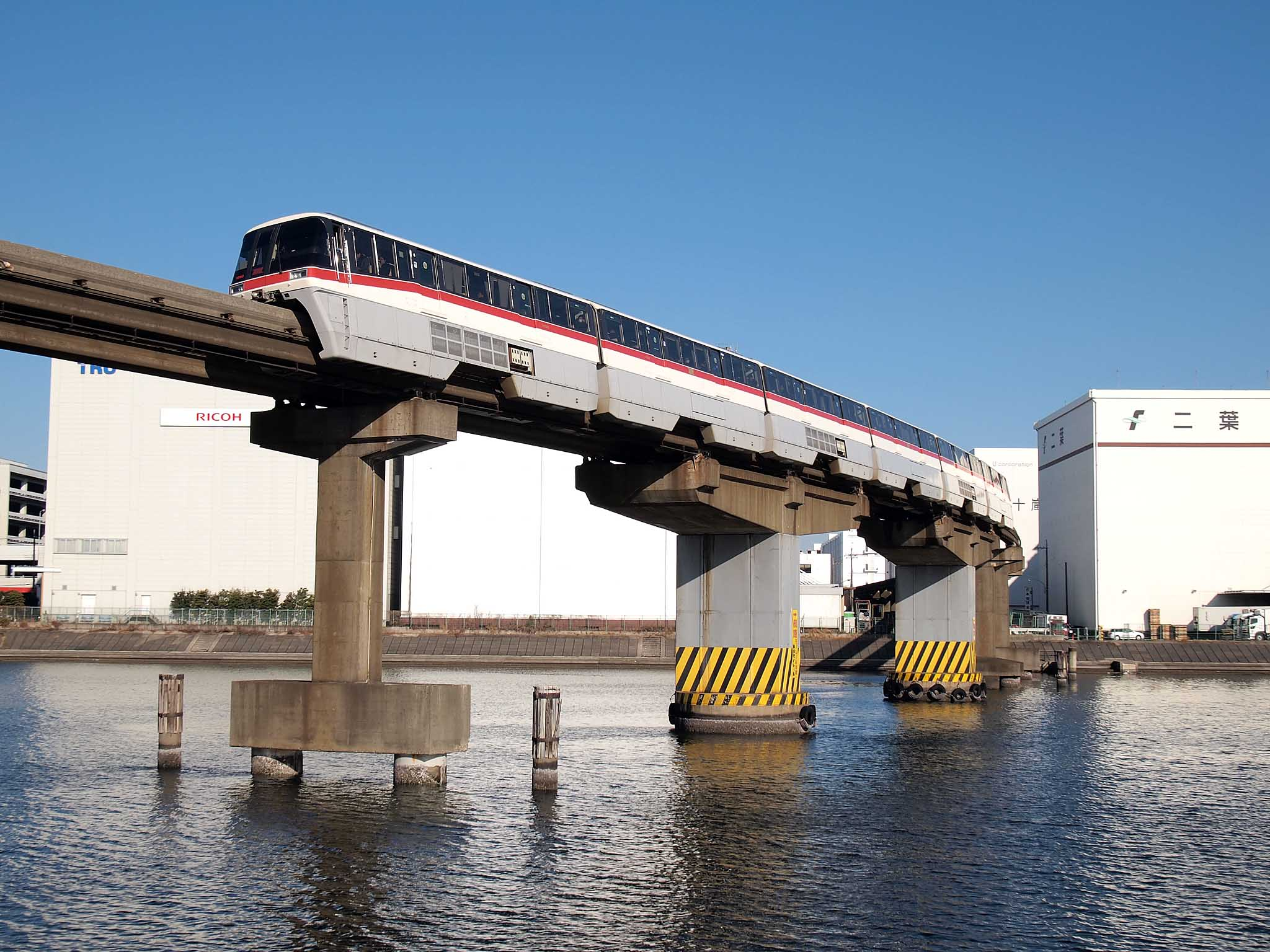
東京モノレール
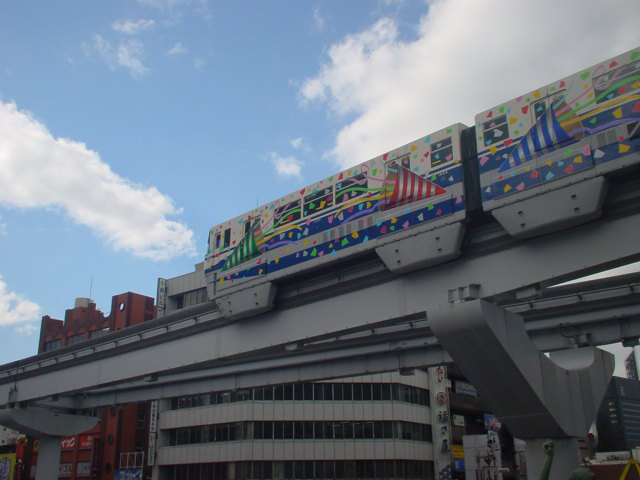
北九州モノレール
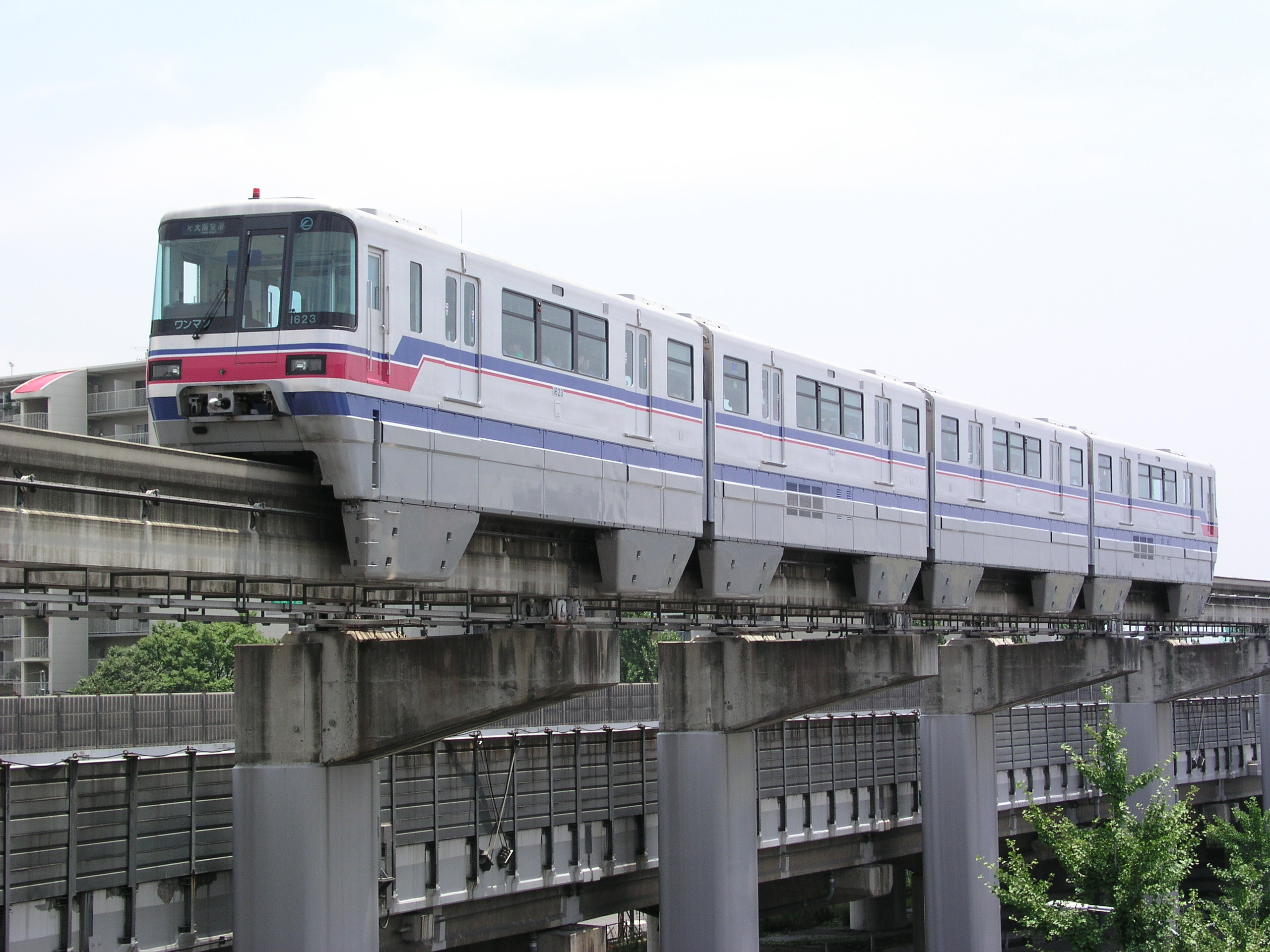
大阪モノレール
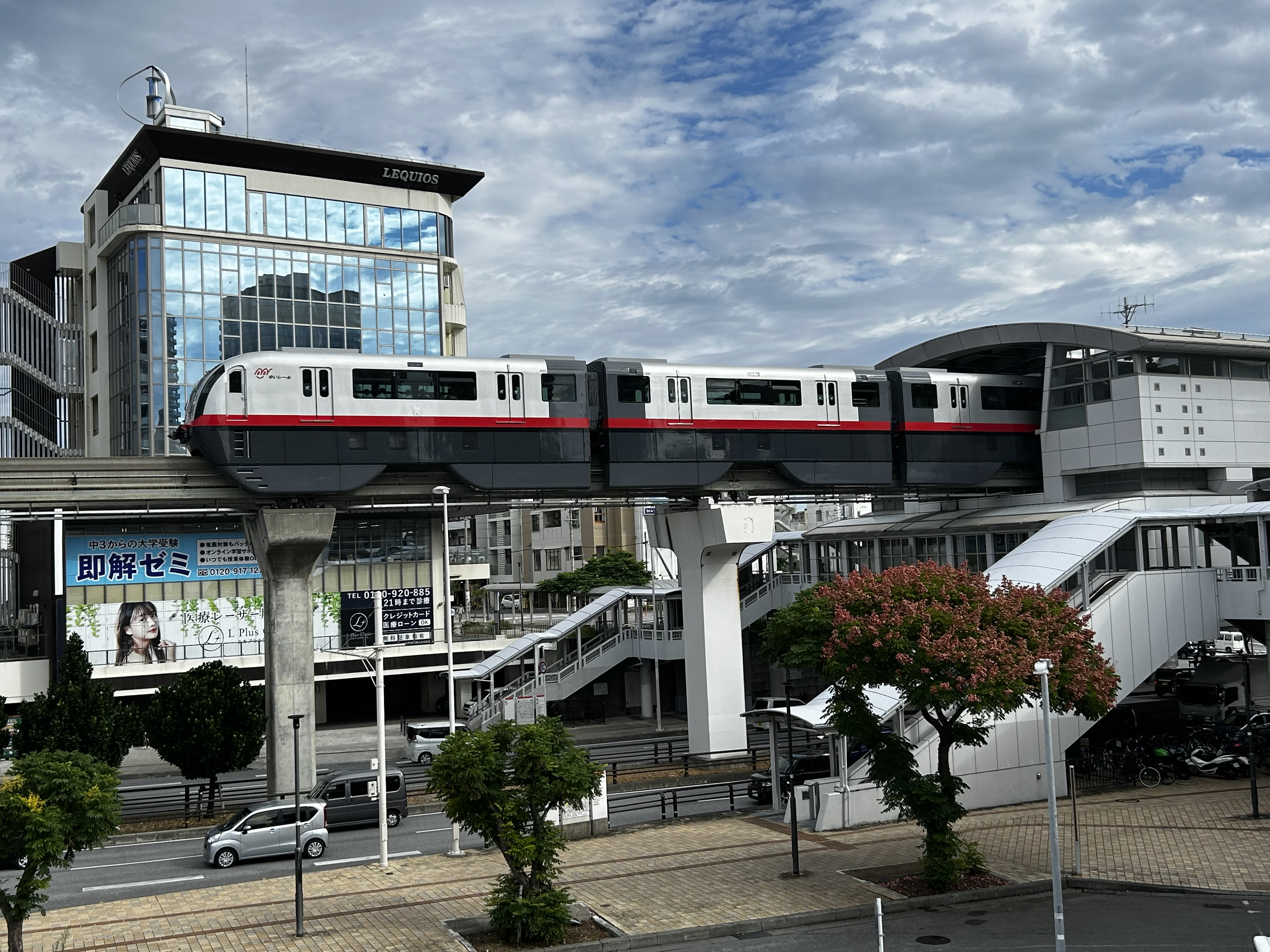
沖縄都市モノレール
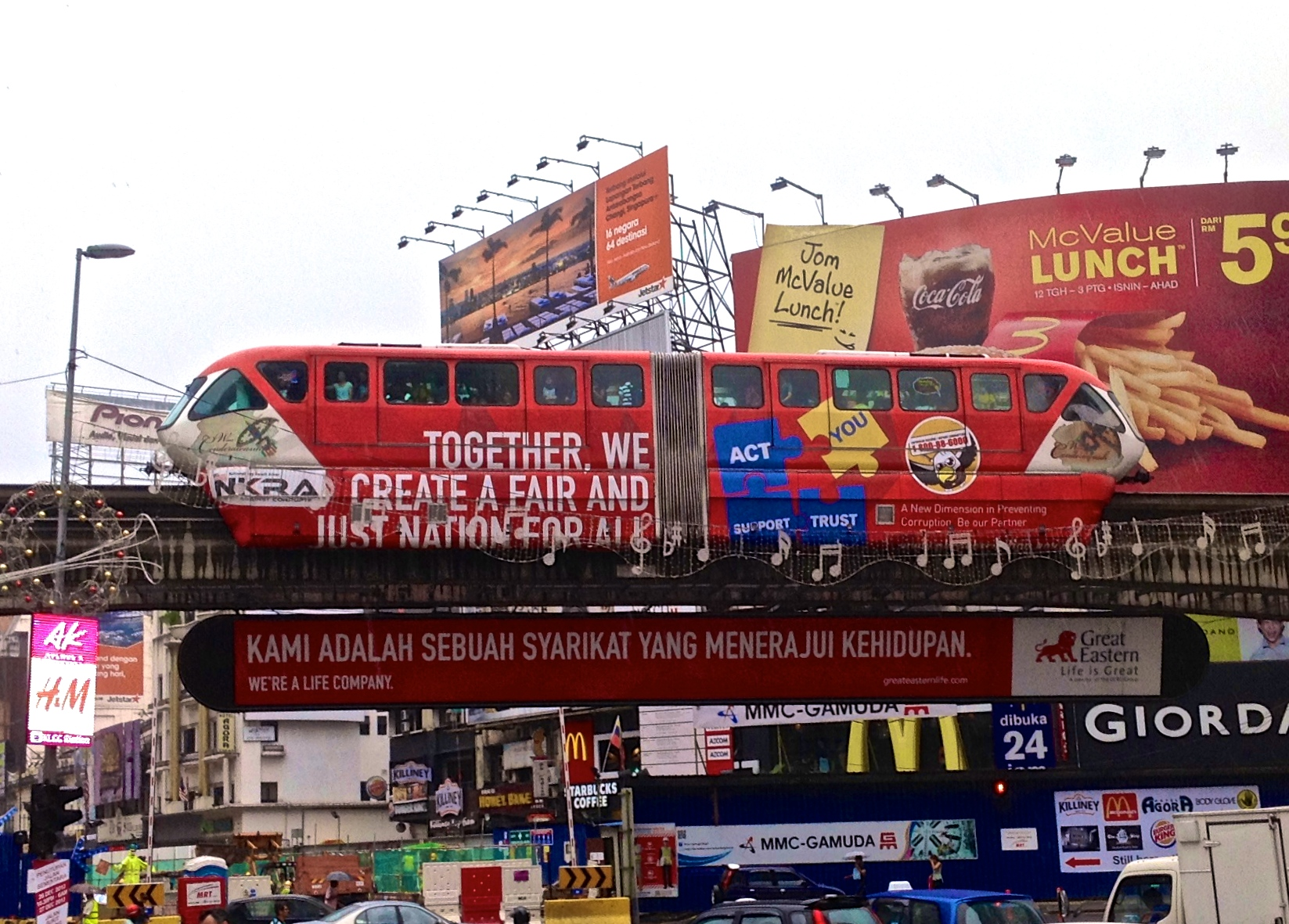
クアラルンプール・モノレール
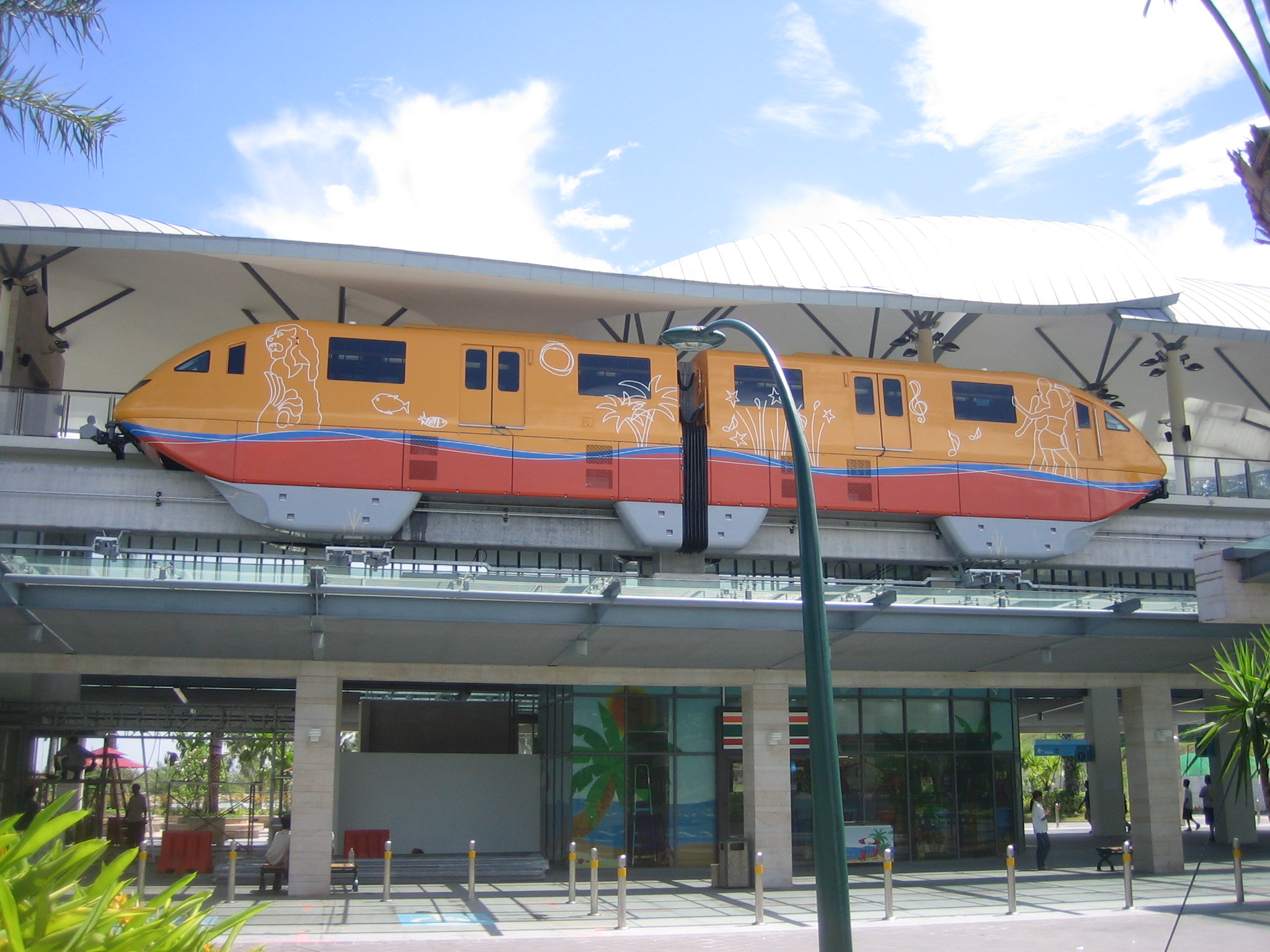
セントーサ・エクスプレス